# Présidence du Conseil des ministres (Italie)
La présidence du Conseil des ministres est assurée par le président du Conseil des ministres pour l'exercice des fonctions autonomes d'impulsion, de direction et de coordination qui lui sont attribuées, distinctes de celles du gouvernement dans son ensemble. Il est divisé en départements et bureaux de collaboration directe.

## Contexte historique
La création de la présidence du Conseil des ministres est assez récente et est fortement liée à l'acquisition d'une plus grande autonomie par le Premier ministre. Pendant longtemps, le président n'a pas eu de visibilité propre, autre que celle du gouvernement ou du ministère individuel qu'il a éventuellement occupé. Jusqu'en 1960, le siège du cabinet du Premier ministre se trouvait dans le palazzo del Viminale, siège du ministère de l'Intérieur .
Pendant toute la période du royaume d'Italie, le Premier ministre a utilisé la structure du ministère de l'Intérieur comme son bras opérationnel et sa structure de soutien, et a souvent également occupé cette fonction. Le papier à lettres lui-même était celui du ministère. Pendant le fascisme, Mussolini a utilisé le Palazzo Venezia comme bureau de représentation, qui n'était pas structuré pour l'exercice de fonctions gouvernementales.
Toutefois, c'est sous le gouvernement de Mussolini que la première réglementation de l'activité gouvernementale est intervenue avec le décret-loi royal n° 1100 du 10 juillet 1924 sur le cabinet de la présidence du Conseil des ministres. Avec l'avènement de la République, ce bâtiment ne fut pas utilisé, mais le Viminale fut préféré. En 1961, le palais Chigi devient le siège du gouvernement et le ministère des Affaires étrangères, qui y était jusqu'alors installé, est transféré à son emplacement actuel à la Farnesina. Depuis lors, la présidence du Conseil des ministres a commencé à prendre une confition propre, mais pas de manière organique, en l'absence d'une loi réorganisant l'ensemble de la matière. En 1988, sous le gouvernement De Mita, la loi n° 400 a été adoptée, réglementant le PCM. En 1999, sous le gouvernement D'Alema I, la présidguraence a été réorganisée par le décret législatif n° 303 du 30 juillet 1999, dans le cadre de la réforme Bassanini.

## Discipline

Logo du gouvernement italien

En application de l'article 95, paragraphe 3 de la Constitution, l'organisation de la présidence du Conseil des ministres est prévue par la loi n° 400 du 23 août 1988, diversement modifiée, sur la "Discipline de l'activité gouvernementale et organisation de la présidence du Conseil des ministres", ainsi que par le décret législatif n° 303 du 30 juillet 1999, sur l'"Organisation de la présidence du Conseil des ministres", sur la rationalisation du PCM en vertu de l'article 11 de la loi n° 59 du 15 mars 1997, par le biais de la réforme Bassanini, reflétant le décret législatif n° 300/1999, sur la réforme des ministères. La présidence du Conseil des ministres a ensuite été modifiée par les différents décrets du président du Conseil des ministres, qui ont dicté son organisation, en premier lieu le décret du Premier ministre du 23 juillet 2002, sur l'"Ordinamento delle strutture generali della Presidenza del Consiglio dei ministri" (ordonnance des structures générales de la présidence du Conseil des ministres), modifié en dernier lieu par le décret du Premier ministre du 1er octobre 2008, ainsi que par diverses dispositions légales qui ont déplacé ou modifié certaines compétences au fil des ans. Le décret du Premier ministre du 1er mars 2011 est actuellement en vigueur.

## Organisation

Bannière du président du Conseil des ministres de la République italienne

La structure de la présidence du Conseil des ministres, telle que définie par le décret du Premier ministre du 1er mars 2011, modifié par le décret du Premier ministre du 21 juin 2012, est organisée en bureaux de collaboration directe avec le président, en structures générales (départements et bureaux) que le président utilise pour les fonctions de politique et de coordination relatives à des domaines politico-institutionnels spécifiques, et en structures générales d'appui au président pour l'exercice des fonctions de coordination et de politique générale, ainsi que pour l'appui technico-managérial.

### Bureaux de collaboration directe avec le Président
Les bureaux du président du Conseil des ministres sont les suivants
- le cabinet du président, y compris le secrétariat spécial
- le bureau de presse et le bureau du porte-parole du président de la République.
- le bureau du conseiller diplomatique
- le bureau du conseiller militaire. Au sein de ce dernier bureau fonctionne le service de coordination de la production de matériel d'armement (UCPMA), prévu par l'art. 8 de la loi 185/90, sur la nouvelle réglementation du contrôle de l'exportation, de l'importation et du transit de matériel d'armement.

### Secrétaire général
Le secrétaire général est le responsable qui apporte son soutien à l'exercice des fonctions du président du Conseil des ministres, supervise l'organisation et la gestion administrative du Secrétariat général. Il est également responsable de l'acquisition des ressources humaines de la présidence du Conseil des ministres. Il est nommé parmi les magistrats des juridictions supérieures, les avocats de l'État, les directeurs généraux de l'État et assimilés, et les professeurs d'université titulaires.

### Structures de politique et de coordination des domaines politico-institutionnels
Il s'agit de bureaux et de départements de la présidence du Conseil des ministres, que le président utilise pour des fonctions de politique et de coordination relatives à des domaines politico-institutionnels spécifiques. Ils sont soumis au secrétaire général de la présidence du Conseil des ministres mais sont plus souvent confiés à la responsabilité d'un sous-secrétaire de la présidence ou d'un ministre sans portefeuille:
Départements
- le département des affaires régionales et des autonomies
- le département de la fonction publique
- le département de la politique de la jeunesse et le service civil universel
- le ministère de l'égalité des chances
- Le département des politiques anti-drogues
- Le département des politiques de cohésion
- Le département des politiques européennes
- le département des politiques familiales
- le département de la planification et de la coordination des politiques économiques
- le département de la protection civile
- le département des Relations avec le Parlement
- Le département de la réforme institutionnelle
- le département de la transformation numérique
- Le département de la Casa Italia
- le ministère des sports

Bureaux
- Le bureau des politiques en faveur des personnes handicapées, établi à partir du 1er janvier 2020
- Le bureau pour le programme gouvernemental
- Le bureau du secrétaire d'Etat - conférence des villes et des autorités locales.

### Structures de coordination, de direction politique générale et d'appui technique et de gestion
Il existe également des bureaux et des départements de la présidence du Conseil des ministres, qui soutiennent le président dans l'exercice des fonctions de coordination et de direction politique générale, ainsi que pour l'appui technico-managérial, qui relèvent normalement du secrétaire général du PCM mais peuvent être confiés à la responsabilité d'un sous-secrétaire d'État :
Départements
- le département des affaires juridiques et législatives
- le département de la coordination administrative
- le département de l'information et de l'édition
- le département du personnel
- le département des services instrumentaux

Bureaux
- le Bureau du contrôle interne, de la transparence et de l'intégrité
- le Bureau du Secrétaire général
- le Bureau du Secrétariat du Conseil des ministres
- le Bureau du budget et de la vérification de la régularité de la comptabilité administrative
- le Bureau du cérémonial et des honneurs de l'État

### Sécurité nationale
Le PCM abrite le département du Renseignement de sécurité, qui est particulièrement important car il supervise le système de renseignement pour la sécurité de la République, c'est-à-dire les services secrets de l'État, qui dépendent directement du Premier ministre. Ce dernier peut déléguer les fonctions qui ne lui sont pas exclusivement attribuées à une autorité spéciale, exclusivement un ministre sans portefeuille ou un sous-secrétaire d'État à la présidence, appelée Autorité déléguée pour la sécurité de la République.

### Autres structures
En outre, la présidence du Conseil s'occupe du personnel des tribunaux de la magistrature administrative (TAR et Conseil d'État), des tribunaux de la magistrature comptable (Corte dei Conti et ses sections régionales), des tribunaux de la magistrature fiscale (commissions fiscales provinciales et régionales) et du bureau du procureur de l'État (bureaux du procureur général et du procureur de district). Elle traite notamment des activités relevant de la compétence du PCM concernant la gestion administrative du personnel, y compris les concours et le recrutement, des magistratures suivantes : Conseil d'État et tribunaux administratifs régionaux, Cour des comptes et commissions fiscales. Elle s'occupe également du recrutement du personnel de l'Avvocatura dello Stato. Les compétences des organes autonomes des magistères respectifs restent intactes.

### Comités et commissions
En outre, il existe des commissions ou des comités basés à la présidence, qui opèrent à divers titres. Ils sont:
- Comité national de bioéthique
- Comité national pour la biosécurité, la biotechnologie et les sciences de la vie
- Comité technique et scientifique du contrôle stratégique dans les administrations d'État
- Commissions sur la liberté religieuse et les relations avec les confessions religieuses
- Commission d'accès aux documents administratifs
- Commission pour les adoptions internationales
- Commission pour l'égalité des chances entre hommes et femmes
- Comité Interministériel pour la Sécurité de la République - CISR
- Comité Interministériel de la Cybersécurité - CIC
- Comité interministériel pour la planification économique et le développement durable - CIPESS
- Comité interministériel pour la revue des dépenses publiques - CIPESS
- Comité interministériel pour la transition numérique - CITD
- Comité interministériel pour les politiques de recherche spatiale et aérospatiale - CITD
- Comité directeur pour la météorologie et la climatologie

### Commissaires extraordinaires du gouvernement
La nomination de commissaires extraordinaires du gouvernement est envisagée pour la mise en œuvre d'objectifs spécifiques et pour des besoins temporaires.
Au 15 octobre 2021, il y a 75 commissaires extraordinaires nommés pour des besoins divers.

## Organismes contrôlés
Enfin, il existe un certain nombre d'organismes soumis à la supervision de la présidence du Conseil des ministres :
- l'École supérieure de l'administration publique (Scuola superiore della pubblica amministrazione - SSPA), qui jouit d'une autonomie organisationnelle et comptable dans les limites de ses propres ressources économiques et financières, conformément au décret législatif n° 381 du 29 décembre 2003 ; il s'agit d'un établissement public créé en 1957, qui a pour mission de dispenser une formation aux fonctionnaires et aux gestionnaires de l'État ou d'autres entités, ainsi que des activités de recherche et de conseil ; il participe également à divers organismes internationaux dans le domaine de la formation publique ;
- l'Agence pour l'Italie numérique (Agenzia per l'Italia digitale - AGID), qui opère auprès de la présidence du Conseil des ministres pour la mise en œuvre des politiques formulées par le ministre de l'innovation technologique et de la transition numérique, afin de contribuer à la fourniture d'un soutien technologique aux projets TIC (Technologies de l'Information et de la Communication) de l'administration publique ;
- l'Agence nationale pour la sécurité des vols (Agenzia nazionale per la sicurezza del volo - ANSV), placée sous la tutelle du bureau du Premier ministre et chargée des enquêtes techniques sur les accidents et les incidents aériens, à ne pas confondre avec l'ENAC (Ente nazionale per l'aviazione civile), l'Autorité nationale de l'aviation civile, placée sous la tutelle du ministère des Infrastructures et des Transports et chargée de l'administration de l'aviation civile italienne, dont les compétences sont progressivement reprises par l'AESA, l'Agence européenne de la sécurité aérienne ;
- le Comité national olympique italien (Comitato olimpico nazionale italiano - CONI), organisme de droit public chargé d'organiser et de renforcer le sport national, en favorisant la plus large diffusion possible de la pratique sportive, est régi par le décret législatif n° 242 du 23 juillet 1999 et ses compléments et modifications ultérieurs.

## Source
- (it) Cet article est partiellement ou en totalité issu de l’article de Wikipédia en italien intitulé « Presidenza del Consiglio dei ministri » (voir la liste des auteurs).